# Fortaleza Hotel
Fortaleza Hotel é um filme de drama brasileiro de 2022 dirigido por Armando Praça. O filme estreou no Cine Ceará e tem previsão de lançamento para 27 de janeiro de 2022.

## Produção
O filme é o segundo longa-metragem dirigido pelo cineasta Armando Praça, sendo o primeiro Greta (2019). É protagonizado pela atriz pernambucana Clébia Sousa e a consagrada atriz sul-coreana Lee Young-Lan, vencedora do Urso de Prata do Festival de Berlim.
A Coreia do Sul é representada no filme pelo fato do Governo do Ceará ter estabelecido fortes negócios com o governo do país asiático, trazendo diversos técnicos e engenheiros sul-coreanos para o estado.

## Enredo
A jovem camareira do Fortaleza Hotel, Pilar (Clébia Sousa), está prestes a embarcar para Dublin tentar começar uma vida nova após a virada do ano. Nesse meio tempo, ela conhece Shin (Lee Young-Lan), uma sul-coreana de meia idade que se hospeda no hotel. Ela veio ao Brasil para resgatar o corpo de seu falecido marido e levá-lo de volta para Seul. Os planos de ambas passam a dar errado e elas vão construindo uma intensa relação de solidariedade tentando encontrar uma na outra a solução para seus problemas.

## Elenco
- Clébia Sousa como Pilar
- Lee Young-Lan como Shin
- Larissa Góes
- Demick Lopes
- Ana Marlene
- Vanderlei Bernardino
- Andrea Piol
- João Fontenele
- Raphael Souma
- Jane Azeredo
- Katiana Monteiro
- Natasha Faria
- Layla Sáh
- Fabíola Líper
- Tayana Tavares
- Ícaro Eloi
- Jéssica Teixeira
- Yuri Yamamoto

## Ficha Técnica
- Direção: Armando Praça
- Roteiro: Isadora Rodrigues, Pedro Cândido
- Produção: Maurício Macêdo
- Coprodução: João Vieira Jr, Nara Aragão
- Produção Executiva: Janaína Bernardes e Maurício Macêdo
- Fotografia: Heloísa Passos
- Montagem: Rita Pestana, Karen Harley, Gustavo Campos
- Direção de Arte: Diogo Costa
- Figurino: Tarsila Furtado
- Som Direto: Pedrinho Moreira e Moabe Filho
- Trilha original: O Grivo
- Edição de Som e Mixagem: Nicolau Domingues
- Colorista: Pablo Nóbrega
- Assistência de Direção: Mykaela Plotkin
- Direção de Produção: Clara Bastos
- Empresas produtoras: Moçambique Audiovisual, Carnaval Filmes

## Lançamento
O filme foi selecionado para ter sua première mundial no 31° Cine Ceará, o festival de cinema do Ceará, estado onde o filme é ambientado. No festival, o filme concorreu na Mostra Competitiva de Longas-metragens Ibero-americanos.
O lançamento comercial do filme ocorrera em 27 de janeiro de 2022 pela Vitrine Filmes.

## Recepção

### Resposta da crítica
Robledo Milani, escrevendo para o website Papo de Cinema, disse que "Armando Praça, trabalhando aqui a partir do roteiro escrito por Pedro Candido e Isadora Rodrigues, abre diversas portas no decorrer dessa história, mas demonstra não estar preocupado em por elas atravessar. Fica claro que o importante é explorar essas possibilidades, sem, no entanto, desenvolvê-las até o esgotamento."

Celso Sabadin define o filme como "A acolhida das diferenças". Em sua crítica, ele diz: "O tema da colisão de culturas, da união de personagens fragilizados vindos de realidades opostas, é dos mais recorrentes no cinema. E que recebe aqui uma roupagem das mais humanas e afetivas. Pilar e Shin são personagens emersos de mundos antagônicos que jamais se encontrariam em situações normais, mas que se apoiam mutuamente para resolver ou pelo menos tentar resolver suas mazelas. São as regras da sobrevivência gritando mais alto que os preconceitos primitivos.
A temática clássica funciona perfeitamente em “Fortaleza Hotel”, um filme em que tudo dá certo. O roteiro é enxuto, os tempos de silêncio e reflexão são precisos, as intepretações são mais que convincentes, a trama é bem resolvida e a direção de Armando Praça (o mesmo do também ótimo “Greta”) faz com que todos estes elementos fluam em harmonia.
O “Fortaleza Hotel” do título reveste-se de um sentido muito maior que o sugerido numa primeira olhada. O “hotel” aqui se refere à morada, ao acolhimento, ao significado diretamente derivado do latim “hospes” (aquele que é recebido), não por acaso a mesma raiz da palavra “hospício”, tão relacionada ao Brasil contemporâneo. Talvez não de forma racional e proposital, os nomes das protagonistas também assumem um forte caráter simbólico, na medida em que “pilar” é um sustentáculo, e “shin”, em sul-coreano, pode ser traduzido como “fé”.
De fato, as mulheres do filme são duas verdadeiras fortalezas".

Marcos Barreto arremata  : "Pilar e Shin são figuras opostas, enquanto uma está querendo ir embora da sua cidade natal, a outra deseja ficar mais longe possível do país de origem, criando uma desconexão com os locais que nasceram. O roteiro de Isadora Rodrigues e Pedro Cândido não tem tempo para desenvolver algumas relações, principalmente o de Pilar com sua filha (Larissa Góes), existe um desentendimento óbvio entre elas, mas por trás da personagem vivida por Góes há uma pequena trama que não foi contada, mas é compreensível, já que os escritores estão mais focados em desenvolver a trama principal do que uma subtrama.
Fortaleza Hotel” é um sentimento delicado entre duas mulheres que se apoiam, basta uma troca de olhares para Pilar e Shin se entenderem, na situação que elas vivem, uma serve de alicerce para outra, fazendo assim o segundo projeto de Praça não ser apenas sobre solidariedade, mas também sobre sororidade. Armando Praça tem uma jornada longa pela frente na vida de cineasta, através da sua visão ele vai desenvolvendo sua filmografia de forma ousada e com conteúdo, só quem tem a ganhar com isso somos nós, entusiastas de um cinema de qualidade. Indo para um lado mais regionalista, a população do Ceará pode se orgulhar e dizer que ela tem mais um diretor de cinema que representa o estado na sétima arte."

## Prêmios e indicações
| Ano  | Associações                     | Categoria              | Recipiente(s)                     | Resultado |
| ---- | ------------------------------- | ---------------------- | --------------------------------- | --------- |
| 2021 | Cine Ceará - Festival de Cinema | Melhor Atriz           | Clébia Sousa                      | Venceu    |
| 2021 | Cine Ceará - Festival de Cinema | Melhor Ator            | Vanderlei Bernardino              | Venceu    |
| 2021 | Cine Ceará - Festival de Cinema | Melhor Roteiro         | Isadora Rodrigues e Pedro Cândido | Indicado  |
|      | Cine Ceará - Festival de Cinema | Melhor Direção de Arte | Diogo Costa                       | Indicado  |
|      | Cine Ceará - Festival de Cinema | Melhor Longa Metragem  | Armando Praça                     | Indicado  |
|      | Cine Ceará - Festival de Cinema | Melhor Diretor         | Armando Praça                     | Indicado  |